# El Imperio (Trinity Blood)
El Imperio De La Verdadera Raza es un país del universo ficticio de Trinity Blood creado por Sunao Yoshida.
El Imperio (Como es más conocido) es un estado constituido por dos clases muy diferenciadas: los matusalenes (vampiros) y los terranos (humanos) quienes están sojuzgados a los primeros. El país está gobernado por la emperatriz Augusta Vradica, tiene por capital a la ciudad de Bizancio y ocupa territorialmente la antigua Europa Oriental al este del Danubio. Este estado ficticio está basado en estados históricos como el Imperio Ruso, el Imperio Bizantino y el Imperio Otomano.

## Estructura política y social
El Imperio solo ha tenido un mandatario: la emperatriz Augusta Vradica quien es en realidad la Crusnik 03 Seth Nightroad. Aunque gran parte del Imperio no la conoce, todos los habitantes (por lo menos los Matusalenes) la consideran una madre. Este sentimiento es retribuido por la emperatriz, quien considera a su pueblo como "sus hijos". La emperatriz tiene el mando absoluto en el Imperio.
Los habitantes "Matusalenes" conforman una casta noble de vampiros quienes se consideran superiores a los humanos, a los que designan despectivamente como "Terranos". Los primeros generalmente tienen título nobiliario y viven en castillos o palacios, los segundos están sojuzgados a los primeros, degradados a una condición de servidumbre y recluidos en barrios apartados. A pesar de todo la emperatriz trata igualmente a los vampiros y a los humanos, aunque ella prohibió el matrimonio entre ambas razas.

## Características
El "Imperio" comparte ciertas características con diversos estados históricos.
- El territorio se confunde con el de los imperios Bizantino, Otomano y Ruso, su límite principal en Europa es el Danubio y en el norte de África es Cartago.
- La capital es la ciudad de "Bizancio". Ubicada en el mismo lugar que las ciudades históricas de Bizancio, Constantinopla, y Estambul.
- El estado está regido por los vampiros (que se denominan asimismo como "Matusalenes" o "Matusaleos") y estos dominan a los humanos (que reciben la denominación de "Terranos").[2]
- Es una de las tres principales potencias de Trinity Blood.
- En toda su historia política solo tuvo una emperatriz Augusta Vradica.
- Técnicamente es superior al Vaticano, pero tiende a evitar el conflicto directo por la alianza del Vaticano con el Reino De Albión.

## Conflictos con "El Vaticano"
Durante gran parte de la historia retratada en Trinity Blood El Imperio y El Vaticano) han tenido grandes conflictos e incluso llegaron al enfrentamiento armado en varias ocasiones. El principal conflicto es producido por la repulsión de los humanos del Vaticano" hacia los vampiros y viceversa. Gracias a los esfuerzos de la emperatriz y de la Cardenal Catherina Sforza ambos estados fueron aplacando el odio entre ellos y firmaron varios tratados de paz. Aunque en ciertos momentos los esfuerzos pacifistas son frustrados por la actividad terrorista de la Orden Rosenkreuz y los detractores que continuamente aparecen desde ambas facciones.

## Personajes De Trinity Blood Del Imperio

### Seth Nightroad
Anteriormente era la cabeza del departamento de ciencias en el proyecto de colonización a Marte representando los intereses del continente americano, un miembro de la Alianza Marina Aeroespacial. Ahora gobierna el Imperio de la Nueva Raza encargándose de los matusalenes, Durante un complot para derrocar a la emperatriz, Seth estaba encubierta a sí misma como una vendedora de té y una estudiante en la academia de medicina avanzada en el distrito de la capital, Bizancio. El trabajo de vender té no es más que un trabajo de medio tiempo el cual Seth utiliza para poder ir libremente encubierta por las calles del Imperio sin que nadie sepa su verdadera identidad, casi nadie sabe que ella Augusta Vradica la dueña del Imperio, Seth es vista como una madre por su pueblo, y ella los considera como sus propios hijos. Sin embargo, la mayoría de sus cortesanos y sirvientes nunca han visto en todos estos siglos que han servido de su majestad su verdadera identidad, así como el uso de un modificador de voz para no ser descubierta.

### Mirka Fortuna
Título: Duquesa de Moldavia
Abuela de Ion, cabeza del consejo secreto imperial, Duquesa de Moldavia y mano derecha de la Emperatriz Augusta Vradica, ya que es su doble de seguridad en caso de atentados.
Normalmente tiene un carácter bastante infantil y bromista que contrasta con la frialdad que posee al momento de tomar decisiones como líder del consejo o Emperatriz sustituta. Sin embargo cuando la tensión política lo permite, le encanta jugar con los demás y meterlos en problemas, siendo sus principales víctimas su nieto Ion y Baibars, quien por su puesto como líder de los Yeniceri es su subordinado directo.
Físicamente en el manga es similar a Ion, teniendo el aspecto de una pequeña muchacha que parece estar apenas entrando en la pubertad, a diferencia del anime donde su cuerpo es el de una mujer adulta y guarda mayor parecido con Astharoshe. Suele llevar consigo a su mascota, un gato blanco con manchas marrones.

### Ion Fortuna
Títulos: Conde de Memphis; Príncipe de Moldavia.
Es un joven Matusalén que fue enviado por el Imperio para establecer relaciones con el Vaticano. Príncipe de Moldavia y Conde de Memphis, noble orgulloso que siempre recalca su desprecio hacia los Terranos calificándolos como seres débiles. Pero su opinión cambia luego de conocer a Esther quien es la encargada de escoltarlo y protegerlo luego de la traición de Radu, por esto ella se convierte en su nuevo Tovarash.
Durante su regreso al Imperio después de completar su misión y creyendo muerto a Radu, intenta contactar a su abuela pero la encuentra muerta, de lo cual es culpado. Comprendiendo así que la Orden se ha aliado con quienes intentan derrocar a la Emperatriz para hacerlo ver como un traidor.
Tras una serie de peripecias, conocen a Seth, quien se hace pasar por una vendedora de té en los barrios humanos y acaban bajo la protección de Astharoshe Asran una antigua tovarash de Abel.
Después de detener las conspiraciones y derrotar a Dietrich debe despedirse de Abel y Esther, comprendiendo que tras los meses que han pasado juntos la joven humana se ha ganado su amor.

### Astharoshe Asran
Título: Vizcondesa de Odessa; Duquesa de Kiev
Tras una misión de cooperación entre el Imperio y la agencia AX en la debió atrapar a un criminal junto al Padre Abel, Astaroshe llega a tomar tanta confianza con él que llega a considerarlo su tovarash. Por esto le brinda su ayuda cuando comienza una persecución contra él, Ion y Esther luchando a su lado para demostrar su inocencia y descubrir al verdadero culpable.
Es sobrina lejana de Süleyman, a quien admira y de quien está enamorada en algún grado; frente a él, su fuerte carácter la abandona convirtiéndose en una niña vergonzosa. Su aspecto es el de una joven veinteañera alta y de hermosa figura, originalmente de cabello rojo intenso, en la actualidad es blanco con un mechón rojo, ya que según explica a Esther, cuando los Matusalenes sufren estados depresivos intensos y de gran duración, su cabello se vuelve blanco (nunca superó la muerte de su madre), tras la muerte de Süleyman corta su cabello (en Japón las mujeres suelen cambiar su peinado tras una desilusión amorosa).
Posee la habilidad de la levitación y un cetro que dispara ondas de energía altamente destructivas (o una lanza con punta de cristal según el animé). Su mascota es un tigre de Bengala.
Al descubrirse que el responsable de los atentados contra la Emperatriz y Mirka era Süleyman, es quien lo asesina para impedir un último atentado contra Seth.

### Baibars
Cargo: Capitán de la guardia imperial.
Capitán de los Yeniceri, los guardias imperiales de élite. Encargado de perseguir al Conde de Memphis cuando se cree que es el asesino de su abuela, la Duquesa de Moldavia. Normalmente se muestra como una persona seria, pero en realidad es bastante amable y se preocupa por los demás aunque intente no demostrarlo. Además es constantemente víctima de las bromas de la Duquesa de Moldavia, quien se aprovecha de su lealtad y su pobre habilidad para socializar con las mujeres.
Es conocido como el mejor espadachín del Imperio, portando una gruesa espada de siete cabezas con forma de flama. Según se cree, sabe la verdad sobre los Crusnik, ya que durante la visita de Abel y Esther al Imperio, suele llamar al sacerdote Abel Nigthlord y mostrar que sabe sobre su parentesco con la emperatriz.

### Süleyman
Título: Duque de Tigris.
Uno de los nobles más cercanos a la Emperatriz y de mayor influencia en el Imperio, con cerca de trescientos años de vida es uno de los Matusalenes más viejos que viven, a pesar de no aparentar más de un par de décadas.
Sin embargo, es uno de los traidores que se han organizado para asesinar a la Emperatriz y sus colaboradores con el objetivo oficial de hacerse con el trono del Imperio. En realidad su deseo va más allá de la ambición, ya que tras tres siglos sirviendo a su Emperatriz jamás ha podido ver la cara de la mujer a la que sirve y ha llegado a darse cuenta de que realmente ella no es un Matusalén. Con el paso de los siglos el dolor por la falta de confianza de Augusta en él generó un resentimiento que lo llevó a conspirar contra ella.
Junto con Radu, se une a la orden Rosenkreuz para intentar asesinar a la Emperatriz, pero al verse descubierto frente al resto de los nobles finge querer asesinar a la Emperatriz nuevamente para morir a manos de Astharoshe, con su último aliento se disculpa con Seth.
Es el portador del anillo de Salomón una antigua reliquia del Imperio que es un arma de gran poder destructivo.

### Shahrazad Al-Rahman
Título: Condesa de Babilonia
Una bella joven de piel oscura y cabello largo. Sobrina y cómplice de Süleyman, debió huir del Imperio tras descubrirse la traición de su tío. En sus manos porta un arma llamada “Convocador”, un emisor de ondas de alta frecuencia que le permite pulverizar objetos sólidos o incluso detener solo con sus manos un impacto directo de “La Gritona” de Petros.
Llegó huyendo a Istvan, donde atentaría contra Esther y seguidamente la secuestraría. Pero tras ello, le confesaría que en realidad Emmanuele D’Anunnzio mantenía secuestrados a sus sirvientes humanos, para forzarla a convertir a Esther en Mártir, comenzar la guerra y dar pie a su plan para derrocar al Papa.
Su personalidad difiere mucho de la actitud agresiva y maligna que muestra inicialmente. Bondadosa y amable, con una actitud cariñosa que raya en la inocencia, siente envidia de los humanos por el tipo de vida que llevan y la libertad para ir por el mundo, sola desde hace mucho, sus sirvientes se convirtieron en sus mejores amigos y comenzó a verlos como una familia genuina.
Tras convencer a Esther de su inocencia, ambas traban una profunda amistad y comienzan una carrera para encontrar a Abel, escapar de los soldados de D’Anunnzio y de Catherina, quienes inculpan a Esther como cómplice de Shara, irónicamente las protegió Isaak von Kämpfer.
Después de muchos peligros logran enfrentar a Emmanuele y descubrir que asesinó hace mucho a los sirvientes de Shara, al llegar los AX y la Inquisición queda en evidencia la culpabilidad de D’Anunnzio. Sin embargo las graves heridas de Shara la llevan a fingir querer asesinar al Papa y suicidarse haciendo parecer que Esther la mató, de forma que toda sospecha de traición se alejara de la joven, quien decide que a partir de ese momento evitará la guerra entre humanos y Matusalenes.